# Pyrausta citrinalis
Pyrausta citrinalis là một loài bướm đêm trong họ Crambidae.